# UCI-B-Weltmeisterschaften
Die UCI-B-Weltmeisterschaften waren Wettbewerbe im Bahn- und Straßenradsport, die vom Radsport-Weltverband UCI zwischen 1997 und 2007 veranstaltet wurden. Sie richteten sich an Sportlerinnen und Sportler aus Ländern, in denen sich der Radsport noch in der Entwicklung befand. Ab 2024 ist eine Neuauflage mit erweitertem Programm geplant.

## Geschichte
Die B-Weltmeisterschaften richteten sich an Sportler, die nicht an den üblichen Weltmeisterschaften auf Bahn bzw. auf Straße teilnehmen konnten, weil weder sie selbst noch ihr nationaler Verband hoch genug in der UCI-Weltrangliste platziert waren. Dadurch erhielten sie die Möglichkeit, sich mit anderen auf gleichem sportlichen Niveau zu messen und sich obendrein für die Olympischen Spiele zu qualifizieren.
Das Programm bestand im Straßenradsport stets aus Straßenrennen und Einzelzeitfahren für Männer wie Frauen. Im Bahnradsport wurde das Programm allmählich erweitert. Am Ende bestand es für Männer und Frauen gleichermaßen aus Sprint, Zeitfahren, Einerverfolgung, Scratch, Punktefahren und Keirin, dafür entfiel das zwischenzeitlich ausgetragene und nichtolympische Ausscheidungsfahren. Mannschaftswettbewerbe gab es nicht. Die Gewinner der einzelnen Wettbewerbe bekamen neben Medaillen auch eine Variante des Regenbogentrikots mit blauer Grundfarbe überreicht.
Die B-Weltmeisterschaften wurden ab 1997 zunächst alle zwei Jahre ausgetragen und dauerten für gewöhnlich vier oder fünf Tage, während denen die Bahn- und Straßenwettkämpfe am selben Ort stattfanden. Ende 2001 wurde beschlossen, die B-WM nur noch in vorolympischen Jahren stattfinden zu lassen, was 2003 und 2007 der Fall war. Danach wurden ihre Aufgaben den kontinentalen Meisterschaften zugewiesen, auch um diese in ihrer Bedeutung aufzuwerten.
Auf dem Kongress 2018 beschloss die UCI mit der „Agenda 2022“, das Konzept wiederzubeleben, diesmal als UCI-Weltmeisterschaft für Radsport-Schwellenländer. Diese sollte die inzwischen auf fünf angewachsenen olympischen Radsportdisziplinen (Bahn, Straße, Mountainbike, BMX-Rennsport und BMX-Freestyle) umfassen und wiederum alle vier Jahre stattfinden. Die erste Austragung wurde für Anfang März 2024 an Kairo vergeben. Die Veranstaltung verschwand jedoch wieder aus dem Terminkalender, ohne dass Gründe verlautbart wurden.

## Austragungen
- 1997:  Ipoh (Mitte Dezember)
- 1999:  Montevideo (9.–14. November)
- 2001:  Qinhuangdao (19.–23. Juni)
- 2003:  Aigle (5.–9. Juli)
- 2007:  Kapstadt (26. Juni–1. Juli)